# Hippospongia mauritiana
Hippospongia mauritiana är en svampdjursart som först beskrevs av Hyatt 1877.  Hippospongia mauritiana ingår i släktet Hippospongia och familjen Spongiidae. Inga underarter finns listade i Catalogue of Life.